# Estación de Pueblonuevo del Terrible
Pueblonuevo del Terrible fue una estación de ferrocarril situada en el municipio español de Peñarroya-Pueblonuevo, en la provincia de Córdoba. Originalmente dio servicio al desaparecido municipio de Pueblonuevo del Terrible.

## Situación ferroviaria
Las instalaciones se encontraban situadas en el punto kilométrico 2,134 de la línea de vía estrecha Peñarroya-Puertollano, a 554 metros de altitud sobre el nivel del mar, entre las estaciones de Peñarroya y de Belmez-Ermita. El tramo era de vía única y sin electrificar.

## Historia
A comienzos del siglo XX la Sociedad Minera y Metalúrgica de Peñarroya (SMMP) decidió extender hacia el valle de los Pedroches el ferrocarril minero que ya poseía con el objetivo de llegar al núcleo minero de Puertollano. El 5 de agosto de 1906 se abrió al tráfico el tramo Peñarroya-Pozoblanco, al que pertenecía la estación de Pueblonuevo del Terrible. Prestaba servicio al municipio homónimo, que en 1927 se uniría a Peñarroya para dar lugar a una nueva población.
En 1924 la explotación ferroviaria de la línea pasó a manos de la Compañía de los Ferrocarriles de Peñarroya y Puertollano, una filial de SMMP. A mediados de la década de 1950 la SMMP revirtió su concesión ferroviaria al Estado, por lo que en 1956 el control de la línea y las instalaciones pasó al organismo de Explotación de Ferrocarriles por el Estado. En 1965 el ente Ferrocarriles Españoles de Vía Estrecha (FEVE) se hizo cargo de estas funciones. El trazado sería clausurado al tráfico en 1970, por no ser su explotación económicamente rentable. Algún tiempo después las vías fueron desmanteladas, si bien el edificio de la estación se mantuvo intacto.